# 927. grenadirski polk (Wehrmacht)
927. grenadirski polk (izvirno nemško 927. Grenadier-Regiment; kratica 927. GR) je bil pehotni polk Heera v času druge svetovne vojne.

## Zgodovina
Polk je bil ustanovljen februarja 1945 za potrebe 286. pehotne divizije.